# Japán betűzési ábécé
A japán betűzési ábécé (和文通話表, Hepburn-átírás: wabuntsūwahyō, magyaros: vabuncúvahjó; „japán írásjegyű telekommunikációs táblázat”) a nemzetközi NATO fonetikus ábécéhez hasonló betűzési ábécé a japán nyelvben. A táblázat csak az alapvető kanákat tartalmazza, a dakutennel és handakutennel alkotott zöngés, illetve plozív párokat nem. Ezek betűzéséhez a dakutenes, illetve handakutenes kana alapváltozatához tartozó kódot mondják, majd hozzáteszik, hogy ni dakuten/ni handakuten. Például: a ば (ba) szótag betűzése a はがきのハに濁点 (hagaki no ha ni dakuten) kifejezéssel történik.

## Kanák
| Kana  | Betűzése                    | Kana  | Betűzése                   | Kana  | Betűzése                       | Kana  | Betűzése                      | Kana  | Betűzése                        |
| ----- | --------------------------- | ----- | -------------------------- | ----- | ------------------------------ | ----- | ----------------------------- | ----- | ------------------------------- |
| あ/ア | 朝日のア () Aszahi no a     | い/イ | いろはのイ () Iroha no i   | う/ウ | 上野のウ () Ueno no u          | え/エ | 英語のエ () Eigo no e         | お/オ | 大阪のオ () Ószaka no o         |
| か/カ | 為替のカ () Kavasze no ka   | き/キ | 切手のキ () Kitte no ki    | く/ク | クラブのク () Kurabu no ku     | け/ケ | 景色のケ () Kesiki no ke      | こ/コ | 子供のコ () Kodomo no ko        |
| さ/サ | 桜のサ () Szakura no sza    | し/シ | 新聞のシ () Sinbun no si   | す/ス | すずめのス () Szuzume no szu   | せ/セ | 世界のセ () Szekai no sze     | そ/ソ | そろばんのソ () Szoroban no szo |
| た/タ | 煙草のタ () Tabako no ta    | ち/チ | 千鳥のチ () Csidori no csi | つ/ツ | つるかめのツ () Curukame no cu | て/テ | 手紙のテ () Tegami no te      | と/ト | 東京のト () Tókjó no to         |
| な/ナ | 名古屋のナ () Nagoja no na  | に/ニ | 日本のニ () Nippon no ni   | ぬ/ヌ | 沼津のヌ () Numazu no nu       | ね/ネ | ねずみのネ () Nezumi no ne    | の/ノ | 野原のノ () Nohara no no        |
| は/ハ | はがきのハ () Hagaki no ha  | ひ/ヒ | 飛行機のヒ () Hikóki no hi | ふ/フ | 富士山のフ () Fudzsiszan no fu | へ/ヘ | 平和のヘ () Heiva no he       | ほ/ホ | 保険のホ () Hoken no ho         |
| ま/マ | マッチのマ () Matcsi no ma  | み/ミ | 三笠のミ () Mikasza no mi  | む/ム | 無線のム () Muszen no mu       | め/メ | 明治のメ () Meidzsi no me     | も/モ | もみじのモ () Momidzsi no mo    |
| や/ヤ | 大和のヤ () Jamato no ja    |       |                            | ゆ/ユ | 弓矢のユ () jumija no ju       |       |                               | よ/ヨ | 吉野のヨ () Josino no jo        |
| ら/ラ | ラジオのラ () Radzsio no ra | り/リ | りんごのリ () Ringo no ri  | る/ル | 留守居のル () ruszui no ru     | れ/レ | れんげのレ () Renge no re     | ろ/ロ | ローマのロ () Róma no ro        |
| わ/ワ | わらびのワ () Varabi no va  | ゐ/ヰ | ゐどのヰ () (V)ido no (v)i |       |                                | ゑ/ヱ | かぎのあるヱ () Kagi no aru e | を/ヲ | 尾張のヲ () (V)ovari no (v)o    |
| ん/ン | おしまいのン () Osimai no n | ゛    | 濁点 () dakuten            | ゜    | 半濁点 () handakuten           |       |                               |       |                                 |

## Számok
| Szám | Betűzése                       |
| ---- | ------------------------------ |
| 1    | 数字のひと () Szúdzsi no hito  |
| 2    | 数字のに () Szúdzsi no ni      |
| 3    | 数字のさん () Szúdzsi no szan  |
| 4    | 数字のよん () Szúdzsi no jon   |
| 5    | 数字のご () Szúdzsi no go      |
| 6    | 数字のろく () Szúdzsi no roku  |
| 7    | 数字のなな () Szúdzsi no nana  |
| 8    | 数字のはち () Szúdzsi no hacsi |
| 9    | 数字のきゅう () Szúdzsi no kjú |
| 0    | 数字のまる () Szúdzsi no maru  |

## Szimbólumok
| Szimbólum | Betűzése                   |
| --------- | -------------------------- |
| ー        | 長音 () Csóon              |
| 、        | 区切り点 () Kugiri ten     |
| ∟         | 段落 () Danraku            |
| （        | 下向括弧 () Sitamuki kakko |
| ）        | 上向括弧 () Uvamuki kakko  |

## Fordítás
- Ez a szócikk részben vagy egészben  a   Japanese radiotelephony alphabet című angol Wikipédia-szócikk fordításán alapul.  Az eredeti cikk szerkesztőit annak laptörténete sorolja fel. Ez a jelzés csupán a megfogalmazás eredetét és a szerzői jogokat jelzi, nem szolgál a cikkben szereplő információk forrásmegjelöléseként.